# Aristolochia platanifolia
Aristolochia platanifolia är en piprankeväxtart som först beskrevs av Johann Friedrich Klotzsch, och fick sitt nu gällande namn av Duchartre. Aristolochia platanifolia ingår i släktet piprankor, och familjen piprankeväxter. Inga underarter finns listade i Catalogue of Life.